# 神戸市立東灘小学校
神戸市立東灘小学校（こうべしりつ ひがしなだしょうがっこう）は、兵庫県神戸市東灘区深江北町2丁目に所在する公立小学校。

## 概要
神戸市の数ある小学校のうち、最も東端にある小学校である。

## 沿革
- 1958年（昭和33年） - 神戸市立本庄小学校の過密化（直近の1955年（昭和30年）には最大で2,572名もの児童が在籍していた[1]）の解消を目的に、当時の同校の校区(旧・本庄村のほぼ全域）の東南部（現在の当校の校区にほぼ相当）の児童を収容する為の『深江分校』を現在地に設置。
- 1960年（昭和35年）
  - 1月 - 当校校舎の第1期新築工事（鉄筋3階建9教室分）が竣工
  - 5月 - 当校校舎の第2期新築工事（鉄筋3階建6教室分及び給食室部分）が竣工
- 1961年（昭和36年）4月1日 - 深江分校を本庄小学校から独立開校[2]。

## 通学区域
- 神戸市東灘区[3]
  - 本庄町1 - 3丁目、深江北町1 - 4丁目、深江本町1 - 2丁目、深江南町1丁目

※卒業後は神戸市立本庄中学校に進学する。

## 校区内の主な施設
- 青い鳥学園第一幼稚園
- 神戸市立 東灘のぞみ幼稚園
- 本庄児童館
- 栄公園

## 交通
- 神戸市バス 37系統「東灘小学校前」より

## 通学区域が隣接している学校
- 神戸市立本庄小学校
- 神戸市立本山南小学校
- 神戸市立本山第三小学校
- 芦屋市立精道小学校